# حسین‌آباد علی‌جمال
حسین‌آباد علی‌جمال یک روستا در استان خراسان جنوبی ایران است که در دهستان علی‌جمال واقع شده‌است. حسین‌آباد علی‌جمال ۳۹ نفر جمعیت دارد.